# Кастельново-Баріано
Кастельново-Баріано (італ. Castelnovo Bariano, вен. Castelnovo Bariano) — муніципалітет в Італії, у регіоні Венето, провінція Ровіго.
Кастельново-Баріано розташоване на відстані близько 370 км на північ від Рима, 95 км на південний захід від Венеції, 40 км на захід від Ровіго.
Населення — 2835 осіб (2014).

## Демографія
Населення за роками:

Станом на 1 січня 2023 року в муніципалітеті офіційно проживало 360 іноземців з 20 країн, серед них 45 громадян країн Євросоюзу та 9 громадян України.

## Сусідні муніципалітети
- Бергантіно
- Карбонара-ді-По
- Кастельмасса
- Ченезеллі
- Джаччано-кон-Барукелла
- Леньяго
- Серміде
- Вілла-Бартоломеа